# 蘭庫區
蘭庫區（波斯語：‎），是伊朗吉兰省阿姆拉什縣的区。2006年人口普查顯示該區人口是16,392人，分布於4,619個家庭。该区有蘭庫市。設有三个鄉，包括科吉德鄉、沙布庫斯拉特鄉和索馬姆鄉。